# Europese Unie van A tot Z

## A
Acquis communautaire, zie Gemeenschapsrecht -
Akkoorden van Schengen -
Albanië en de Europese Unie

## B
België -
Berlaymontgebouw -
Bestuurlijke indeling -
Bolognaverklaring -
Bosnië en Herzegovina en de Europese Unie -
Brexit -
Brussel als Europese hoofdstad -
Bulgarije -
Toetreding van Bulgarije tot de Europese Unie -
Burgerschap van de Europese Unie

## C
CE-markering -
Communautair -
Cyprus -
Criteria van Kopenhagen

## D
Denemarken -
DING FLOF BIPS -
Duitsland -
Dwergstaten en de Europese Unie

## E
Economische en Monetaire Unie (EMU) -
Energie-unie -
Estland -
euro -
euromunten -
Eurodicautom -
Europa (continent) -
Europa (eiland) -
Europa (maan) -
Europa (mythologie) -
Europa. Best Belangrijk. -
Europa met meerdere snelheden -
Europarlementariërs (2009-2014) -
Europeanisme -
Europees aanhoudings-/arrestatiebevel (EAB) -
Europees Parlement (EP) -
Europees Stelsel van Centrale Banken -
Europese Centrale Bank (ECB) -
Europese Commissie (EC) -
Europese Conventie -
Europese Commissies -
Europese Economische Gemeenschap (EEG) -
Europese Economische Ruimte (EER of EEA) -
Europese Gemeenschap voor Atoomenergie (Euratom) -
Europese Gemeenschap voor Kolen en Staal (EGKS) -
Europese Investeringsbank -
Europese Ombudsman -
Europese Rekenkamer -
Europese studies -
Europese Unie (EU)

## F
Finland -
Fort Europa -
Frankrijk -
Frans-Guinee

## G
Gemeenschappelijk Buitenlands en Veiligheidsbeleid -
Gemeenschappelijk landbouwbeleid -
Gemeenschapsrecht (Acquis Communautaire) -
Geschiedenis van de Europese Unie -
Griekenland

## H
Hof van Justitie van de Europese Gemeenschappen -
Hoge vertegenwoordiger van de Unie voor Buitenlandse Zaken en Veiligheidsbeleid -
Hongarije

## I
Ierland -
IJsland en de Europese Unie -
Intergouvernementele Conferentie (IGC) -
In varietate concordia -
Italië

## J
Juvenes Translatores

## K
Kroatië - Kroatië en de Europese Unie

## L
Landbouwpolitiek -
Letland -
Lijst van Europese Commissies -
Lijst van instellingen van de Europese Unie -
Lijst van lidstaten van de Europese Unie -
Lijst van namen van de Europese Unie in de officiële talen -
Strategie van Lissabon -
Litouwen -
Luxemburg

## M
Macedonië en de Europese Unie -
Malta -
Montenegro en de Europese Unie

## N
Nederland -
Noorwegen en de Europese Unie

## O
Oostenrijk

## P
Parlementarium -
Pijlerstructuur van de Europese Unie -
Polen -
Portugal

## R
Raad van de Europese Unie -
Referendum over het lidmaatschap van het Verenigd Koninkrijk van de Europese Gemeenschappen - 
Referendum over het EU-lidmaatschap van het Verenigd Koninkrijk - 
Roemenië -
Toetreding van Roemenië tot de Europese Unie -
Rusland en de Europese Unie

## S
Schumanplan -
Servië en de Europese Unie -
Slowakije -
Slovenië -
Spanje -
Straatsburg

## T
Talen van de Europese Unie -
Tsjechië -
Turkije en de Europese Unie

## U
Uitbreiding van de Europese Unie

## V
Verdragen van de Europese Unie -
Vlag van Europa -
Vogel- en Habitatrichtlijn -
Europees volkslied -
Voorzitter van de Europese Commissie -
Voorzitter van het Europees Parlement -
Voorzitter van de Europese Raad -
Voorzitterschap van de Raad van de Europese Unie -
Vrijheid van dienstverlening

## Z
Zweden -
Zwitserland en de Europese Unie